# Justicia abscondita
Justicia abscondita är en akantusväxtart som beskrevs av Champl.. Justicia abscondita ingår i släktet Justicia och familjen akantusväxter. Inga underarter finns listade i Catalogue of Life.